# Kristian House
Kristian House (* 6. Oktober 1979 in Bournemouth) ist ein ehemaliger britischer Radrennfahrer.

## Sportliche Laufbahn
Kristian House gewann 2003 die siebte Etappe bei der Herald Sun Tour. 2003 entschied er jeweils eine Etappe der Tour de Bretagne und der Tour of Southland sowie die Gesamtwertung von An Post Rás für sich. 
2009 wurde House britischer Straßenmeister, nachdem er sich sechs Mal zuvor unter den besten Fünf platziert hatte. Dabei ließ er unter anderem Chris Froome hinter sich, der Vierter wurde. 2010 gewann er eine Etappe der Tour of Japan sowie 2011 die Gesamtwertung der Tour of South Africa. Bis 2017 konnte er weitere Etappensiege für sich verbuchen. Zum Ende dieser Saison beendete er seine Radsportlaufbahn.

## Ehrungen
2014 wurde House mit der höchsten Auszeichnung der Stadt London, der Freedom of the City, ausgezeichnet.

## Erfolge
2003
- eine Etappe Herald Sun Tour

2006
- eine Etappe Tour de Bretagne
- eine Etappe Tour of Southland
- An Post Rás

2009
- Britischer Meister – Straßenrennen

2010
- eine Etappe Tour of Japan

2011
- Gesamtwertung und eine Etappe Tour of South Africa
- eine Etappe Vuelta Ciclista a León

2014
- Mannschaftszeitfahren Mzansi Tour
- Beaumont Trophy

2016
- eine Etappe New Zealand Cycle Classic
- eine Etappe Tour de Korea

2017
- Mannschaftszeitfahren Ronde van Midden-Nederland

## Teams
- 2006 Recycling.co.uk
- 2007 Navigators Insurance
- 2008 Rapha Condor-Recycling.co.uk
- 2009 Rapha Condor
- 2010 Rapha Condor-Sharp
- 2011 Rapha Condor-Sharp
- 2012 Rapha Condor
- 2013 Rapha Condor JLT
- 2014 Rapha Condor JLT
- 2015 JLT-Condor
- 2016 ONE Pro Cycling
- 2017 ONE Pro Cycling